# Оркестр Синаняна

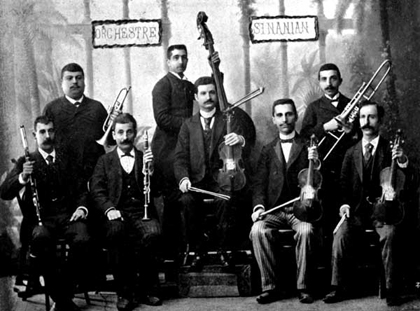
Оркестр Синаняна

Оркестр Синаня́на (Армянский оркестр) — первый крупный армянский симфонический оркестр, организованный Григором Синаняном в 1861 году в Константинополе и просуществовавший до 1896 года.
Был основан как камерный ансамбль в составе 2 скрипок, контрабаса, флейты, кларнета и 2 тромбонов. Вскоре число музыкантов возросло до 15, а в 1888 году оркестр состоял из 40 исполнителей. Дирижёром оркестра стал сын его основателя Арутюн Синанян. В репертуар оркестра входили итальянские оперы, французские оперетты, сочинения Бетховена, Моцарта, а также симфонические произведения армянских композиторов — Тиграна Чухаджяна, Арутюна Синаняна.
С изучения деятельности семьи Синанянов и истории их оркестра начинала свою исследовательскую деятельность известный армянский музыкант и музыковед Анаит Цицикян.